# Луанга, Карл
Карл Луанга (суахили Kaloli Lwanga; около 1860, Буганда — 3 июня 1886, Намугонго, Буганда) — святой Католической и Англиканской Церквей, один из угандийских мучеников.

## Биография
Родился около 1860 года в королевстве Буганда (территория современной Уганды), принадлежал к народу ганда. Был начальником пажей, а затем дворецким короля Мванги II. 
Преследование христиан в Уганде началось в 1885 году, когда король Мванга приказал казнить англиканских миссионеров. Дворецкий короля, Иосиф Мукаса Баликудембе, обвинил короля в убийствах, после чего сам был обезглавлен. На его должность был назначен Луанга. В тот же день, 5 ноября 1885 года, он принял крещение с именем Карл.
25 мая 1886 года Мванга II приговорил к смерти двух пажей. На следующее утро Карл Луанга тайно крестил тех из своих подопечных, которые готовились к крещению. Позже в тот же день король допросил своих придворных, чтобы узнать, отречётся ли кто-нибудь от христианства. Пажи во главе с Карлом Луангой объявили о своей верности своей религии, и король приговорил их к сожжению заживо.
3 июня 1886 года, в день казни, Карл Луанга был отделён от других приговорённых. Перед смертью он призывал охранника к покаянию и обращению в христианство.

## Прославление
В 1920 году Карл Луанга был причислен к лику блаженных папой Бенедиктом XV, а 18 октября 1964 года канонизирован папой Павлом VI.
День памяти в Католической Церкви — 3 июня.
Карл Луанга считается святым покровителем Африканского движения католической молодёжи, обращённых в христианство и жертв пыток.
Помимо Католической Церкви, Карл Луанга почитается в англиканстве.